# Eugen Systems
Eugen Systems – francuska firma zajmująca się produkcją gier komputerowych i konsolowych, założona w 2000 w Paryżu.

## Wyprodukowane gry
| Rok  | Tytuł                                 | Platformy                                        |
| ---- | ------------------------------------- | ------------------------------------------------ |
| 2000 | Times of Conflict                     | Microsoft Windows                                |
| 2002 | The Gladiators: Galactic Circus Games | Microsoft Windows                                |
| 2005 | Act of War: Direct Action             | Microsoft Windows                                |
| 2006 | Act of War: High Treason              | Microsoft Windows                                |
| 2010 | R.U.S.E.                              | Microsoft Windows, OS X, PlayStation 3, Xbox 360 |
| 2012 | Wargame: Zimna wojna                  | Linux, OS X, Microsoft Windows                   |
| 2013 | Wargame: AirLand Battle               | Linux, OS X, Microsoft Windows                   |
| 2014 | Wargame: Red Dragon                   | Linux, OS X, Microsoft Windows                   |
| 2015 | Act of Aggression                     | Microsoft Windows                                |
| 2024 | Warno                                 | Microsoft Windows                                |